# V.S.K.Valasai
V.S.K.Valasai (en tamil: வி.எஸ்.கே.வலசை ) est une ville de l’état de Tamil Nadu, en Inde du Sud, chef-lieu du district homonyme. C’est la 51e ville du Tamil Nadu, comptant 17 865 habitants au recensement de 2011. 12 % de la population a moins de 6 ans.

## Géographie
V.S.K.Valasai se trouve près du versant occidental de Karandamalai Reserved Forest, et à 27 km de l'Est de la capitale du district, Dindigul et à 26 km de Natham.

## Temples
1. Temple Pidaariyamman
2. Temple Sellaandiyamman
3. Karuppasaami Temple
4. Kaaliyamman Temple
5. Temple Moongilmalai
6. Temple Periyasaami